# Bormes-les-Mimosas
Bormes-les-Mimosas (in occitano Bòrmas) è un comune francese di 7 430 abitanti situato nel dipartimento del Var della regione della Provenza-Alpi-Costa Azzurra. La residenza estiva del Presidente della Repubblica francese, il Fort de Brégançon, si trova sul territorio del comune.

## Storia

### Simboli
Lo stemma comunale è in uso dal 1697.

## Monumenti e luoghi d'interesse
- Place St-Francois

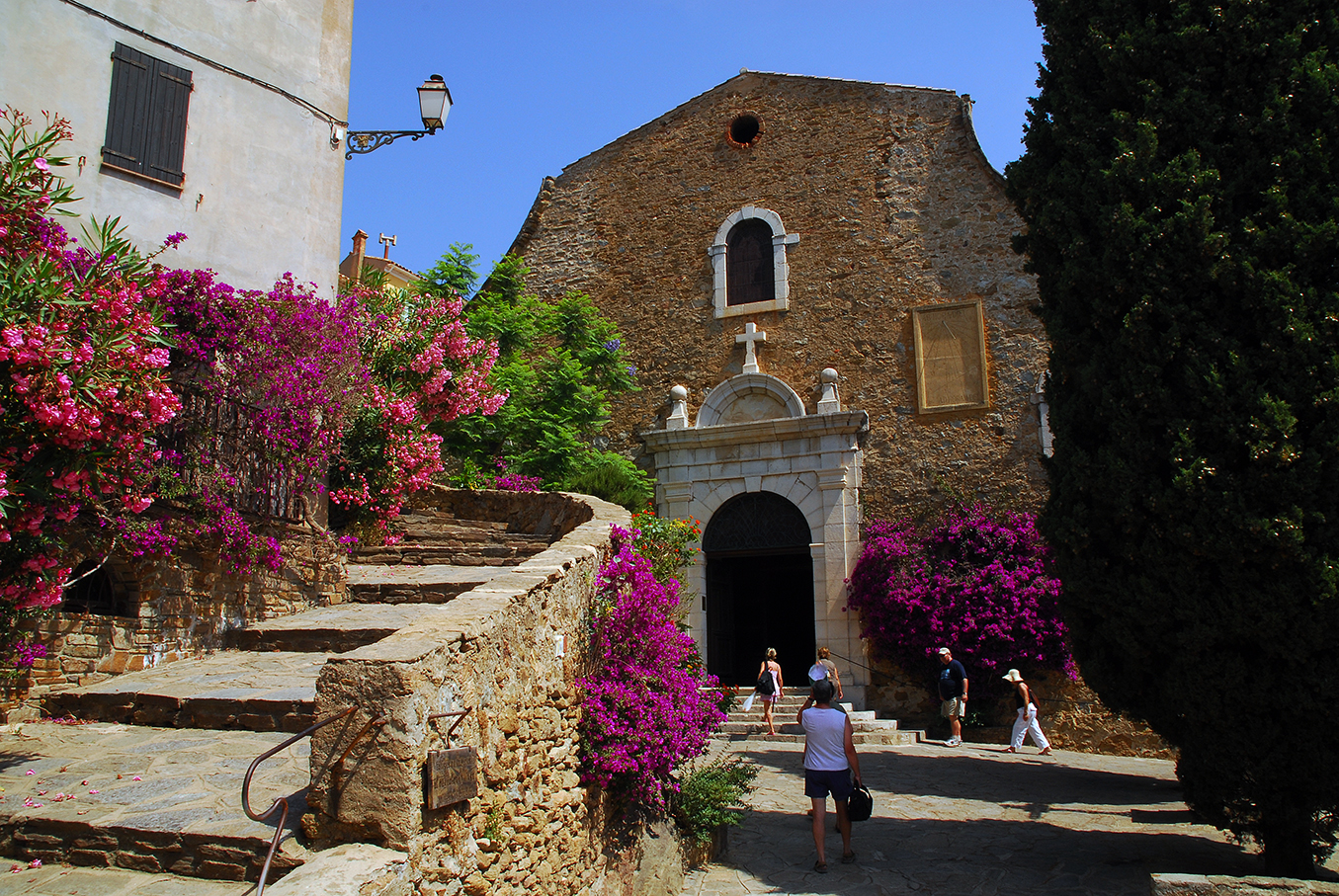
Chiesa di San Trofimo

- Cappella di Notre-Dame-de-Constance
- Chiesa di San Trofimo
- Cappella di Notre-Dame-de-Constance
- Castello dei Signori di Foz
- Museo "Arts et Histoire"
- Fort de Brégançon

## Società

### Evoluzione demografica
Abitanti censiti